# Saturn Award für die beste Hauptdarstellerin
Folgende Darstellerinnen haben den Saturn Award für die beste Hauptdarstellerin (in einem Film) gewonnen:
| Jahr | Preisträger                     | Film                                     | Weitere Nominierungen |
| ---- | ------------------------------- | ---------------------------------------- | --- |
| 1976 | Katharine Ross                  | Die Frauen von Stepford                  | Keine weiteren Nominierungen |
| 1977 | Blythe Danner                   | Futureworld – Das Land von Übermorgen    | Keine weiteren Nominierungen |
| 1978 | Jodie Foster                    | Das Mädchen am Ende der Straße           | Melinda Dillon für Unheimliche Begegnung der dritten Art Julie Christie für Des Teufels Saat Joan Collins für In der Gewalt der Riesenameisen Carrie Fisher für Krieg der Sterne |
| 1979 | Margot Kidder                   | Superman                                 | Geneviève Bujold für Coma Brooke Adams für Die Körperfresser kommen Ann-Margret für Magic – Eine unheimliche Liebesgeschichte Diana Ross für The Wiz – Das zauberhafte Land |
| 1980 | Mary Steenburgen                | Flucht in die Zukunft                    | Sigourney Weaver für Alien – Das unheimliche Wesen aus einer fremden Welt Margot Kidder für Amityville Horror Susan Saint James für Liebe auf den ersten Biss Persis Khambatta für Star Trek: Der Film                                                                                         |
| 1981 | Angie Dickinson                 | Dressed to Kill                          | Louanne für Tracy trifft den lieben Gott Ellen Burstyn für Der starke Wille Jane Seymour für Ein tödlicher Traum Jamie Lee Curtis für Monster im Nachtexpreß |
| 1982 | Karen Allen                     | Jäger des verlorenen Schatzes            | Jenny Agutter für American Werewolf Lily Tomlin für Die unglaubliche Geschichte der Mrs. K. Angela Lansbury für Mord im Spiegel Margot Kidder für Superman II – Allein gegen alle |
| 1983 | Sandahl Bergman                 | Conan der Barbar                         | Nastassja Kinski für Katzenmenschen Mary Woronov für Eating Raoul Susan George für Das Haus der Verdammten JoBeth Williams für Poltergeist |
| 1984 | Louise Fletcher                 | Projekt Brainstorm                       | Bess Armstrong für Höllenjagd bis ans Ende der Welt Bobbie Bresee für Grabmal des Grauens Carrie Fisher für Die Rückkehr der Jedi-Ritter Ally Sheedy für WarGames – Kriegsspiele |
| 1985 | Daryl Hannah                    | Splash – Eine Jungfrau am Haken          | Nancy Allen für Das Philadelphia Experiment Karen Allen für Starman Helen Slater für Supergirl Linda Hamilton für Terminator |
| 1986 | Coral Browne                    | Das wahre Leben der Alice im Wunderland  | Jessica Tandy für Cocoon Michelle Pfeiffer für Der Tag des Falken Glenn Close für Maxie Mia Farrow für The Purple Rose of Cairo |
| 1987 | Sigourney Weaver                | Aliens – Die Rückkehr                    | Geena Davis für Die Fliege Barbara Crampton für From Beyond – Aliens des Grauens Elisabeth Shue für Link – Der Butler Kathleen Turner für Peggy Sue hat geheiratet |
| 1988 | Jessica Tandy                   | Das Wunder in der 8. Straße              | Melinda Dillon für Harry und die Hendersons Lorraine Gary für Der weiße Hai – Die Abrechnung Robin Wright für Die Braut des Prinzen Nancy Allen für RoboCop Susan Sarandon für Die Hexen von Eastwick                                                                                          |
| 1990 | Catherine Hicks                 | Chucky – Die Mörderpuppe                 | Jessica Tandy für Cocoon II – Die Rückkehr Cassandra Peterson für Elvira – Herrscherin der Dunkelheit Joanna Pacuła für Der Kuß Amanda Donohoe für Der Biss der Schlangenfrau Kim Basinger für Meine Stiefmutter ist ein Alien                                                                 |
| 1991 | Demi Moore                      | Ghost – Nachricht von Sam                | Mary Elizabeth Mastrantonio für Abyss – Abgrund des Todes Nicole Kidman für Todesstille Madonna für Dick Tracy Ally Sheedy für Todesangst Julie Carmen für Fright Night 2 – Mein Nachbar, der Vampir Jenny Wright für I, Madman Blanca Guerra für Santa sangre Anjelica Huston für Hexen hexen |
| 1992 | Linda Hamilton                  | Terminator 2 – Tag der Abrechnung        | Meryl Streep für Rendezvous im Jenseits Winona Ryder für Edward mit den Scherenhänden Kathy Bates für Misery Jodie Foster für Das Schweigen der Lämmer Julia Roberts für Der Feind in meinem Bett                                                                                              |
| 1993 | Virginia Madsen                 | Candyman’s Fluch                         | Sigourney Weaver für Alien 3 Sharon Stone für Basic Instinct Meryl Streep für Der Tod steht ihr gut Winona Ryder für Bram Stoker’s Dracula Rebecca De Mornay für Die Hand an der Wiege Sheryl Lee für Twin Peaks – Der Film                                                                    |
| 1994 | Andie MacDowell                 | Und täglich grüßt das Murmeltier         | Anjelica Huston für Die Addams Family in verrückter Tradition Bette Midler für Hocus Pocus Laura Dern für Jurassic Park Michelle Forbes für Kalifornia Ally Sheedy für Der Tod kommt auf vier Pfoten Patricia Arquette für True Romance                                                        |
| 1995 | Sandra Bullock Jamie Lee Curtis | Speed True Lies – Wahre Lügen            | Mädchen Amick für Nightmare Lover Helena Bonham Carter für Mary Shelley’s Frankenstein Penelope Ann Miller für Shadow und der Fluch des Khan Michelle Pfeiffer für Wolf – Das Tier im Manne |
| 1996 | Angela Bassett                  | Strange Days                             | Kathy Bates für Dolores Marina Zudina für Stumme Zeugin Sharon Stone für Schneller als der Tod Nicole Kidman für To Die For Madeleine Stowe für 12 Monkeys |
| 1997 | Neve Campbell                   | Scream – Schrei!                         | Gina Gershon für Bound – Gefesselt Frances McDormand für Fargo Geena Davis für Tödliche Weihnachten Penelope Ann Miller für Das Relikt Helen Hunt für Twister |
| 1998 | Jodie Foster                    | Contact                                  | Sigourney Weaver für Alien – Die Wiedergeburt Jennifer Lopez für Anaconda Pam Grier für Jackie Brown Mira Sorvino für Mimic – Angriff der Killerinsekten Neve Campbell für Scream 2 |
| 1999 | Drew Barrymore                  | Auf immer und ewig                       | Jennifer Tilly für Chucky und seine Braut Meg Ryan für Stadt der Engel Jamie Lee Curtis für Halloween H20 Catherine Zeta-Jones für Die Maske des Zorro Gillian Anderson für Akte X – Der Film                                                                                                  |
| 2000 | Christina Ricci                 | Sleepy Hollow                            | Heather Graham für Austin Powers – Spion in geheimer Missionarsstellung Catherine Keener für Being John Malkovich Sigourney Weaver für Galaxy Quest – Planlos durchs Weltall Carrie-Anne Moss für Matrix Rachel Weisz für Die Mumie                                                            |
| 2001 | Téa Leoni                       | Family Man                               | Jennifer Lopez für The Cell Cate Blanchett für The Gift – Die dunkle Gabe Ellen Burstyn für Requiem for a Dream Michelle Pfeiffer für Schatten der Wahrheit Michelle Yeoh für Tiger and Dragon                                                                                                 |
| 2002 | Nicole Kidman                   | The Others                               | Frances O’Connor für A.I. – Künstliche Intelligenz Julianne Moore für Hannibal Angelina Jolie für Lara Croft: Tomb Raider Naomi Watts für Mulholland Drive – Straße der Finsternis Kate Beckinsale für Weil es Dich gibt                                                                       |
| 2003 | Naomi Watts                     | Ring                                     | Jodie Foster für Panic Room Milla Jovovich für Resident Evil Natascha McElhone für Solaris Kirsten Dunst für Spider-Man Natalie Portman für Star Wars: Episode II – Angriff der Klonkrieger |
| 2004 | Uma Thurman                     | Kill Bill: Vol. 1                        | Jamie Lee Curtis für Freaky Friday – Ein voll verrückter Freitag Jennifer Connelly für Hulk Cate Blanchett für The Missing Jessica Biel für Michael Bay’s Texas Chainsaw Massacre Kate Beckinsale für Underworld                                                                               |
| 2005 | Blanchard Ryan                  | Open Water                               | Nicole Kidman für Birth Kate Winslet für Vergiss mein nicht! Julianne Moore für Die Vergessenen Uma Thurman für Kill Bill: Vol. 2 Zhang Ziyi für House of Flying Daggers |
| 2006 | Naomi Watts                     | King Kong                                | Tilda Swinton für Die Chroniken von Narnia: Der König von Narnia Laura Linney für Der Exorzismus von Emily Rose Jodie Foster für Flightplan – Ohne jede Spur Rachel McAdams für Red Eye Natalie Portman für Star Wars: Episode III – Die Rache der Sith                                        |
| 2007 | Natalie Portman                 | V wie Vendetta                           | Shauna Macdonald für The Descent – Abgrund des Grauens Renée Zellweger für Miss Potter Judi Dench für Tagebuch eines Skandals Maggie Gyllenhaal für Schräger als Fiktion Kate Bosworth für Superman Returns                                                                                    |
| 2008 | Amy Adams                       | Verwünscht                               | Ashley Judd für Bug Naomi Watts für Tödliche Versprechen – Eastern Promises Belén Rueda für Das Waisenhaus Helena Bonham Carter für Sweeney Todd – Der teuflische Barbier aus der Fleet Street Carice van Houten für Black Book                                                                |
| 2009 | Angelina Jolie                  | Der fremde Sohn                          | Maggie Gyllenhaal für The Dark Knight Cate Blanchett für Der seltsame Fall des Benjamin Button Julianne Moore für Die Stadt der Blinden Emily Mortimer für Transsiberian Gwyneth Paltrow für Iron Man                                                                                          |
| 2010 | Zoë Saldaña                     | Avatar – Aufbruch nach Pandora           | Natalie Portman für Brothers Alison Lohman für Drag Me to Hell Mélanie Laurent für Inglourious Basterds Charlize Theron für Auf brennender Erde Catherine Keener für Wo die wilden Kerle wohnen                                                                                                |
| 2011 | Natalie Portman                 | Black Swan                               | Cécile de France für Hereafter – Das Leben danach Angelina Jolie für Salt Carey Mulligan für Alles, was wir geben mussten Noomi Rapace für Verblendung Elliot Page für Inception |
| 2012 | Kirsten Dunst                   | Melancholia                              | Keira Knightley für Eine dunkle Begierde Elizabeth Olsen für Martha Marcy May Marlene Rooney Mara für Verblendung Jessica Chastain für Take Shelter – Ein Sturm zieht auf Brit Marling für Another Earth                                                                                       |
| 2013 | Jennifer Lawrence               | Die Tribute von Panem – The Hunger Games | Jessica Chastain für Zero Dark Thirty Ann Dowd für Compliance Zoe Kazan für Ruby Sparks – Meine fabelhafte Freundin Helen Mirren für Hitchcock Naomi Watts für The Impossible |
| 2014 | Sandra Bullock                  | Gravity                                  | Halle Berry für The Call – Leg nicht auf! Martina Gedeck für Die Wand Jennifer Lawrence für Die Tribute von Panem – Catching Fire Emma Thompson für Saving Mr. Banks Mia Wasikowska für Stoker                                                                                                 |
| 2015 | Rosamund Pike                   | Gone Girl – Das perfekte Opfer           | Emily Blunt für Edge of Tomorrow Essie Davis für Der Babadook Anne Hathaway für Interstellar Angelina Jolie für Maleficent – Die dunkle Fee Jennifer Lawrence für Die Tribute von Panem – Mockingjay Teil 1                                                                                    |
| 2016 | Charlize Theron                 | Mad Max: Fury Road                       | Emily Blunt für Sicario Jessica Chastain für Der Marsianer – Rettet Mark Watney Blake Lively für Für immer Adaline Daisy Ridley für Star Wars: Das Erwachen der Macht Mia Wasikowska für Crimson Peak                                                                                          |
| 2017 | Mary Elizabeth Winstead         | 10 Cloverfield Lane                      | Amy Adams für Arrival Emily Blunt für Girl on the Train Taraji P. Henson für Hidden Figures – Unerkannte Heldinnen Felicity Jones für Rogue One: A Star Wars Story Jennifer Lawrence für Passengers Narges Rashidi für Under the Shadow                                                        |
| 2018 | Gal Gadot                       | Wonder Woman                             | Sally Hawkins für Shape of Water – Das Flüstern des Wassers Frances McDormand für Three Billboards Outside Ebbing, Missouri Lupita Nyong’o für Black Panther Rosamund Pike für Feinde – Hostiles Daisy Ridley für Star Wars: Die letzten Jedi Emma Watson für Die Schöne und das Biest         |
| 2019 | Jamie Lee Curtis                | Halloween                                | Emily Blunt für Mary Poppins’ Rückkehr Toni Collette für Hereditary – Das Vermächtnis Jamie Lee Curtis für Halloween Nicole Kidman für Destroyer Brie Larson für Captain Marvel Lupita Nyong’o für Wir Octavia Spencer für Ma                                                                  |
| 2021 | Elisabeth Moss                  | Der Unsichtbare                          | Rebecca Ferguson für Doctor Sleeps Erwachen Liu Yifei für Mulan Natalie Portman für Lucy in the Sky Daisy Ridley für Star Wars: Der Aufstieg Skywalkers Margot Robbie für Birds of Prey: The Emancipation of Harley Quinn Charlize Theron für The Old Guard                                    |
| 2022 | Michelle Yeoh                   | Everything Everywhere All at Once        | Cate Blanchett für Nightmare Alley Emily Blunt für A Quiet Place 2 Zoë Kravitz für The Batman Keke Palmer für Nope Emma Stone für Cruella Zendaya für Spider-Man: No Way Home |
| 2024 | Margot Robbie                   | Barbie                                   | Viola Davis für The Woman King Mia Goth für Pearl Anya Taylor-Joy für The Menu Amber Midthunder für Prey Zoe Saldana für Avatar: The Way of Water |
| 2025 | Demi Moore                      | The Substance                            | Willa Fitzgerald für Strange Darling Lupita Nyong’o für A Quiet Place: Tag Eins Winona Ryder für Beetlejuice Beetlejuice Naomi Scott für Smile 2 – Siehst du es auch? June Squibb für Thelma – Rache war nie süßer Anya Taylor-Joy für Furiosa: A Mad Max Saga                                 |